# Werner Pauli
Werner Pauli (* 12. Dezember 1930 in Berlin) ist ein deutscher Gitarrist, Musikpädagoge, Arrangeur und Komponist.

## Leben
Pauli studierte Gitarre bei Erich Bürger, einem Henze-Schüler, am Städtischen Konservatorium, das 1966 als Stern’sches Konservatorium der Hochschule für Musik Berlin angegliedert wurde.
1953 wurde er Dozent an der Hochschule für Musik „Hanns Eisler“ Berlin. Später ernannte man ihn zum Professor für Gitarre und Improvisation. Gemeinsam mit Dieter Rumstig prägte er die Berliner Gitarrenpädagogik nachhaltig. Zu seinem Schülerkreis gehört Klaus Feldmann. In den 1990er Jahren war er Prorektor der Musikhochschule.
Von 1967 bis 1970 unternahm er mit Armin Mueller-Stahl Konzertreisen durch Europa und nach Afrika. Er trat unter anderem als Begleiter der Brecht-Interpretin Gisela May auf. Mehrere Rundfunk-, LP- und CD-Aufnahmen entstanden. Als Film-Komponist arbeitete er für die deutschen Serien Schauspielereien, Polizeiruf 110 und Der Staatsanwalt hat das Wort. Darüber hinaus ist er Tonschöpfer von Hörspielen (darunter auch viele Kinder- und Jugendhörspiele).
Pauli ist Herausgeber für Gitarrenmusik beim Verlag Neue Musik. Außerdem brachte er 1979 mit Adalbert Quadt die deutsche Fassung des Gitarren-Lexikons von Józef Powroźniak heraus.

## Filmografie
- 1967: DEFA 70
- 1971: Zwischen Freitag und morgen
- 1973: Pablo Neruda
- 1976: Berkut heißt Königsadler
- 1978: Schauspielereien: … Vater sein dagegen sehr (TV-Reihe)
- 1980: Die Heimkehr des Joachim Ott (Fernsehfilm)
- 1983: Der Staatsanwalt hat das Wort: Nur einen Schluck (TV-Reihe)
- 1984: Der Mexikaner Felipe Rivera
- 1984: Polizeiruf 110: Im Sog (TV-Reihe)
- 1986: Der Staatsanwalt hat das Wort: Paule (TV-Reihe)
- 1987: Polizeiruf 110: Die alte Frau im Lehnstuhl (TV-Reihe)
- 1989: Der Staatsanwalt hat das Wort: Noch nicht zu Hause (TV-Reihe)
- 1989: Polizeiruf 110: Trio zu viert (TV-Reihe)

## Hörspiele
Quelle: ARD-Hörspieldatenbank
- 1962: Miroslav Mraz: Der Blick vom Felsen – Regie: Fritz-Ernst Fechner (Rundfunk der DDR)
- 1963: José Maria Camps: Viznar oder Tod eines Poeten – Regie: Wolf-Dieter Panse (Rundfunk der DDR)
- 1965: Karl-Heinrich Bonn: Das letzte Wochenende – Regie: Joachim Gürtner (Kinderhörspiel – Rundfunk der DDR)
- 1966: Günther Feustel: Das Märchen vom springenden singenden Brunnen – Regie: Theodor Popp (kurzes Kinderhörspiel – Litera)
- 1966: Ardi Lijwes: Die Reise nach Tallin – Regie: Edgar Kaufmann (Rundfunk der DDR)
- 1966: Julian Mayfield: Eine lange, dunkle Nacht – Regie: Ingeborg Milster (Kinderhörspiel – Rundfunk der DDR)
- 1966: Barbara Winkler: Ich denke immer an Vietnam – Regie: Helmut Molegg (Kinderhörspiel – Rundfunk der DDR)
- 1966: Bernd Schirmer: Windstärke 13 – Regie: Maritta Hübner (Kinderhörspiel – Rundfunk der DDR)
- 1967: Lia Holm: Brot für die Streikenden – Regie: Maritta Hübner (Kinderhörspiel – Rundfunk der DDR)
- 1967: Jacob Grimm/Wilhelm Grimm/Hans Draehmpaehl: Das tapfere Schneiderlein – Regie: Maritta Hübner (Kinderhörspiel – Rundfunk der DDR)
- 1967: Maxim Gorki: Wassa Schelesnowa – Regie: Fritz-Ernst Fechner (Rundfunk der DDR)
- 1968: Rolf Gumlich: Alte Liebe rostet nicht – Regie: Detlef Kurzweg (Kinderhörspiel – Rundfunk der DDR)
- 1968: Zvonimir Bajsic: Betrüger – Regie: Wolfgang Brunecker (Rundfunk der DDR)
- 1969: Lew Mitrofanow: Das Meer liebt die Kühnen – Regie: Alexej Schipow (Rundfunk der DDR)
- 1969: Dieter Müller: Gesucht wird – Der Rote Feldpostmeister – Regie: Detlef Kurzweg (Kinderhörspiel – Rundfunk der DDR)
- 1969: Bodo Schulenburg: Liebe Claudia – Regie: Manfred Täubert (Kinderhörspiel – Rundfunk der DDR)
- 1969: Ernst A. Ekker: Nicht jeder Montag ist grau – Regie: Wolfgang Brunecker (Rundfunk der DDR)
- 1970: Waltraud Jähnichen: Damals waren es Träume – Regie: Manfred Täubert (Kinderhörspiel – Rundfunk der DDR)
- 1970: Horst Bastian: Deine Chance zu leben – Regie: Detlef Kurzweg (Rundfunk der DDR)
- 1970: Arne Leonhardt: Unser stiller Mann – Regie: Werner Grunow (Rundfunk der DDR)
- 1970: Wil Wladimirowitsch Lipatow: Viktoria und die Fischer – Regie: Theodor Popp (Rundfunk der DDR)
- 1971: Dieter Müller: Tupac Amarus Söhne – Regie: Manfred Täubert (Kinderhörspiel – Rundfunk der DDR)
- 1973: Pablo Neruda/Walter Whitman/Edith Anderson: Chile, scharf wie eine Degenklinge – Regie: Horst Liepach (kurzes Kinderhörspiel – Rundfunk der DDR)
- 1973: Friedhold Bauer: Die verzauberte Lu – Regie: Maritta Hübner (Kinderhörspiel – Rundfunk der DDR)
- 1973: Erika Paschke: Glücksläufer – Regie: Detlef Kurzweg (Rundfunk der DDR)
- 1973: Wolfgang Müller: Drei Hände Wasser aus dem Fluß – Regie: Werner Grunow (Rundfunk der DDR)
- 1973: Hans Christian Andersen: Die wilden Schwäne / Der Schweinehirt (Gitarre und Gitarrensätze) – Regie: Edgar Kaufmann, Barbara Plensat (Kinderhörspiel – Litera)
- 1974: Kurt Steiniger: Beate Krüger – Regie: Werner Grunow (Rundfunk der DDR)
- 1974: Anna Seghers: Das wirkliche Blau – Regie: Wolf-Dieter Panse (Rundfunk der DDR)
- 1974: Daniil Granin: Regen in einer fremden Stadt – Regie: Werner Grunow (Rundfunk der DDR)
- 1974: Hans-Ulrich Lüdemann: Unser Weg nach San José – Regie: Albrecht Surkau (Kinderhörspiel – Rundfunk der DDR)
- 1975: Eva Forest: Das Tagebuch der Eva Forest – Regie: Horst Liepach (Rundfunk der DDR)
- 1975: Lena Foellbach: Jahresringe – Regie: Werner Grunow (Rundfunk der DDR)
- 1976: Maijaliisa Dieckmann: Ari Virtanen, acht Jahre – Regie: Christa Kowalski (Rundfunk der DDR)
- 1976: Karlheinz Klimt: Insel im Fieber – Regie: Christa Kowalski (Kinderhörspiel – Rundfunk der DDR)
- 1977: James Fenimore Cooper (frei bearbeitet von Andreas Scheinert): Die Ballade vom Lederstrumpf – Regie: Andreas Scheinert (Kinderhörspiel – Litera)[3]
- 1978: Inge Meyer: Geld für eine Ehe (Tatbestand: Folge 11) – Regie: Werner Grunow (Kriminalhörspiel – Rundfunk der DDR)
- 1978: Michail Schatrow: Meine Nadjas – Meine Hoffnungen – Regie: Werner Grunow (Rundfunk der DDR)
- 1979: Ingeborg Feustel: Als Pittiplatsch den Regenbogenvogel fangen wollte – Regie: Jürgen Schmidt (kurzes Kinderhörspiel – Litera)
- 1979: Ingeborg Feustel: Als Pittiplatsch die Freche Lippe war – Regie: Jürgen Schmidt (kurzes Kinderhörspiel – Litera)
- 1979: Ingeborg Feustel: Als Pittiplatsch zum Knopfstern fliegen wollte – Regie: Jürgen Schmidt (kurzes Kinderhörspiel – Litera)
- 1979: Ingeborg Feustel: Das Flattergespenst in der Gartenlaube – Geschichten mit Pittiplatsch, Schnatterinchen und Moppi – Regie: Jürgen Schmidt (kurzes Kinderhörspiel – Litera)
- 1980: Ingeborg Feustel: Der Koboldsturm [gesprochen: Ko-bold-sturm] – Geschichten mit Pittiplatsch, Schnatterinchen und Moppi – Regie: Jürgen Schmidt (kurzes Kinderhörspiel – Litera)
- 1980: Franz Grillparzer: Weh dem, der lügt! – Regie: Werner Grunow (Rundfunk der DDR)
- 1983: Gudrun Pausewang: Die Not der Familie Caldera oder Wieso Joselito nicht mehr Präsident werden will – Regie: Detlef Kurzweg (Rundfunk der DDR)

## Schallplatten
(Quelle:)
- 1961: Werner Pauli (Gitarre): Meister Nadelöhr erzählt: Ein Sputnikmärchen (ETERNA/LITERA 5 60 048)[5]
- 1963: Perry Friedman, Gesang und Banjo; Werner Pauli, Gitarre: John Henry; Ah, si mon moine; Turtle Dove; Every Night; Sofisticato; Bye and Bye (ETERNA – 530 073)[6]
- ? : Sieglinde Goßmann (Mezzosopran) & Werner Pauli (Gitarre): Internationale Volkslieder (ETERNA – 8 35 102)[7]
- 1968: Werner Pauli (Gitarre) & Gisela Pohl (Gesang): Die virtuose Gitarre (AMIGA – 8 50 136)
- 1973: Sonja Kehler (Gesang, Rezitation) & Werner Pauli (Gitarre): Monolog über die Liebe (LITERA – 8 65 191)
- 1974: Schallplatte für Vorschulkinder (Spielstücke von Kurt Schwaen) – mit Werner Pauli (Gitarre), Ernst Rentner (Akkordeon), Reinhold Krug (Alt-, Tenor-Blockflöte), Franz Witecki, Trompete u. a. (SCHOLA – 8 75 040)[8]
- 1975: Lieder zum Musikhören (Musik für Vorschulkinder 5) – mit Werner Pauli (Gitarre), Harry Heinze (Klavier), Wolfgang Preissler (Tom-Tom), Franz Witecki, Trompete u. a. (SCHOLA – 8 75 058)[9]
- 1977: Schallplatte für Vorschulkinder (Musik für Vorschulkinder 3) – mit Werner Pauli (Gitarre), Harry Heinze (Klavier, Akkordeon), Ernst Rentner (Akkordeon) u. a. (SCHOLA – 8 75 051)[10]
- 1977: Rundfunk-Jugendchor Wernigerode (Dirigent Friedrich Krell): Das Lieben bringt groß' Freud' – Deutsche Volkslieder – mit Werner Pauli (Gitarre), Helmut Plischke (Flöte), Joachim Vogt (Tenor) u. a. (ETERNA – 8 35 063)[11]

- 1983: Werner Pauli (Gitarre) u. v. a.: Ein Männlein steht im Walde – Kinderlieder und Kindergedichte (ETERNA – 8 35 038)
- 1983: Rundfunk-Jugendchor Wernigerode – Nun laßt uns fröhlich sein (Heitere Deutsche Volkslieder) – mit Werner Pauli (Gitarre), Jochen Süße (Flöte), Joachim Vogt (Tenor) u. a. (ETERNA – 8 35 096)[12]
- 1988: Schlaf, Kindlein, Schlaf – Schlummerlieder für klein und groß: Rundfunk-Kinderchor Berlin (Dirigent Manfred Roost), Rundfunk-Jugendchor Wernigerode (Dirigent Friedrich Krell), Werner Pauli (Gitarre) (AMIGA – 8 45 346)[13]